# La Torre Oscura: el nacimiento del pistolero
La Torre Oscura: El nacimiento del Pistolero (The Dark Tower: The Gunslinger Born) es una serie limitada de siete números de cómics mensuales y el primer arco argumental de un conjunto de series de cómics publicadas por Marvel Comics, sobre la base de la serie de novelas La Torre Oscura del escritor Stephen King. El nacimiento del Pistolero cuenta con argumento a cargo de Robin Furth, diálogos de Peter David y con Jae Lee y Richard Isanove en la parte gráfica; el proyecto es supervisado por el mismísimo Stephen King.

## Sinopsis
En un principio, la serie tenía fecha de lanzamiento para abril de 2006, pero se demoró debido a motivos sin especificar.
El primer número de El nacimiento del Pistolero salió a la venta la medianoche del 7 de febrero de 2007; además, debido a su conexión con King, David, Lee y el redactor jefe de Marvel Joe Quesada estuvieron firmando ejemplares esa medianoche en una tienda de cómics de Times Square, Nueva York para promocionar el nuevo lanzamiento. La totalidad de las series de cómics de La Torre Oscura se compone de cuatro arcos argumentales más, de 6 números cada uno, lo que arrojaría un total de 31 números; sin embargo, El largo camino a casa (la miniserie que continúa a El nacimiento del Pistolero) consta de sólo 5 números.
El nacimiento del Pistolero es una expansión y reinterpretación de los acontecimientos narrados en la saga de La Torre Oscura, y comprende desde de la prueba de hombría de Roland Deschain contra Cort hasta los últimos hechos del flashback de La bola de cristal. Los siguientes arcos argumentales «cubrirán el período entre el momento en que Roland abandona Hambry y la caída de Gilead». La siguiente miniserie publicada es El largo camino a casa, cuyo primer número salió a la venta el 5 de marzo de 2008.

## Números
| Número | Lanzamiento          | Resumen | Características especiales |
| ------ | -------------------- | --- | --- |
| 1      | 7 de febrero de 2007 | Durante el camino a través del desierto de Mohaine, Roland recuerda la traición de Marten Broadcloak, el pecado de su madre, su prueba de hombría ante su maestro Cort y la noche de ese día. | Una historia en prosa en la que Vannay, maestro de Roland, les demuestra a los chicos el poder e importancia de los Haces. |
| 2      | 7 de marzo de 2007   | El padre de Roland, Steven, regresa a Gilead con el plan de enviar a su hijo, Cuthbert y Alain a Hambry; se revela la verdadera forma del Rey Carmesí y Marten huye de Gilead luego de escapar a su arresto. | Una historia en prosa acerca de Arthur Eld, ancestro de Roland, y de la creación del Arcoíris de Maerlyn, así como del nacimiento del Rey Carmesí. Además, una carta abierta de Stephen King.                                            |
| 3      | 4 de abril de 2007   | En Hambry, Roland y sus amigos descubren que el lugar no es mucho más seguro que Gilead; los líderes de pueblo están aliados con John Farson y un grupo de asesinos llamados los "Grandes Cazadores de Ataúdes" han jurado matar a los chicos. | Una historia en prosa acerca del origen de las armas de los pistoleros. Además, la primera parte del panel de preguntas y respuestas de la Comic-Con, incluidas aquellas relacionadas con la creación de la serie.                       |
| 4      | 2 de mayo de 2007    | Roland parece dispuesto a poner a sus amigos en grave peligro al quedarse en Hambry, mientras su relación con Susan Delgado se vuelve más profunda. Al mismo tiempo, los agentes de Marten Broadcloak (los Grandes Cazadores de Ataúdes) se ponen sus miras en Roland y su ka-tet.                                                                          | Primera parte de una historia en prosa acerca del Espejo Risueño de Maerlyn. Además, un artículo sobre el proceso de creación de cada página del cómic y la segunda parte del panel de preguntas y respuestas en la Comic-Con.           |
| 5      | 6 de junio de 2007   | En los límites de Hambry, Roland hace un horrible descubrimiento: Farson y sus hombres han conseguido armas de los Antiguos y ahora tiene el petróleo para ponerlas en funcionamiento en contra de la Afiliación. En estos tiempos tan difíciles, el ka-tet del joven pistolero parece comenzar a resquebrajarse cuando Cuthbert acusa a Roland de cobarde. | Segunda y tercera parte de la historia en prosa acerca del Espejo Risueño de Maerlyn, donde se relatan los orígenes de la maldad de Rhea y Jonas. Además, la tercera y última parte del panel de preguntas y respuestas en la Comic-Con. |
| 6      | 4 de julio de 2007   | La Afiliación, el grupo formado por el padre de Roland y sus fuerzas, está siendo atraída a una trampa en las montañas. Con las armas de los Antiguos funcionando gracias al petróleo de Hambry, la Afiliación será arrasada a menos que Roland Deschain pueda hacer algo al respecto.                                                                      | Primera parte de una historia en prosa acerca del Árbol Charyou. Además, una descripción ilustrada de las armas de los pistoleros. |
| 7      | 1 de agosto de 2007  | Roland y su ka-tet tienen su esperado enfrentamiento con Eldred Jonas y los Grandes Cazadores de Ataúdes; el plan de Rhea finalmente se concreta, con resultados mortales; la relación romántica de Roland Deschain con Susan Delgado llega a un trágico final.                                                                                             | Segunda parte de la historia en prosa acerca del Árbol Charyou. |

## Lanzamientos relacionados
Junto con la serie, Marvel sacó a la venta un especial de 15 páginas titulado Stephen King's The Dark Tower: The Gunslinger Born Sketchbook (La Torre Oscura de Stephen King: Los bocetos del nacimiento del Pistolero). También lanzó Marvel Spotlight: The Dark Tower, con entrevistas a los dibujantes, escritores y editores.
El diario mensual de Marvel, el Daily Bugle, presentó La Torre Oscura en enero de 2007.
En agosto de ese año, la editorial publicó The Dark Tower: Gunslinger's Guidebook, escrita por Robin Furth y Anthony Flamini.  La guía incluye perfiles de los personajes que aparecen en El nacimiento del Pistolero así como de aquellos que debutarán en los próximos volúmenes, tales como James Farson, el general Grissom y Aileen Ritter.
Los siete números de El nacimiento del Pistolero se reunieron para una edición en tapa dura que salió a la venta el 7 de noviembre de 2007 (ISBN 0-7851-2144-7); sin embargo, esta edición no incluye los trabajos en prosa.